# Athroisma
 Athroisma je rod glavočika smješten u podtribus Athroisminae, dio tribusa Athroismeae, potporodica Asteroideae. Postoji 12 vrsta jednogodišnhjeg raslinja, trajnica i polugrmova koje rastu od Etiopije do južne tropske Afrike (8 vrsta), Madagaskaru (3 vrste) te u Indiji i Indokini (jedna vrsta).

## Vrste
1. Athroisma boranense Cufod.
2. Athroisma fanshawei Wild
3. Athroisma gracile (Oliv.) Mattf.
4. Athroisma hastifolium Mattf.
5. Athroisma inevitabile T.Erikss.
6. Athroisma laciniatum DC.
7. Athroisma lobatum (Klatt) Mattf.
8. Athroisma pinnatifidum T.Erikss.
9. Athroisma proteiforme (Humbert) Mattf.
10. Athroisma psilocarpum T.Erikss.
11. Athroisma pusillum T.Erikss.
12. Athroisma stuhlmannii (O.Hoffm.) Mattf.

## Sinonimi
- Aetheocephalus Gagnep.
- Polycline Oliv.